# Strój krzczonowski

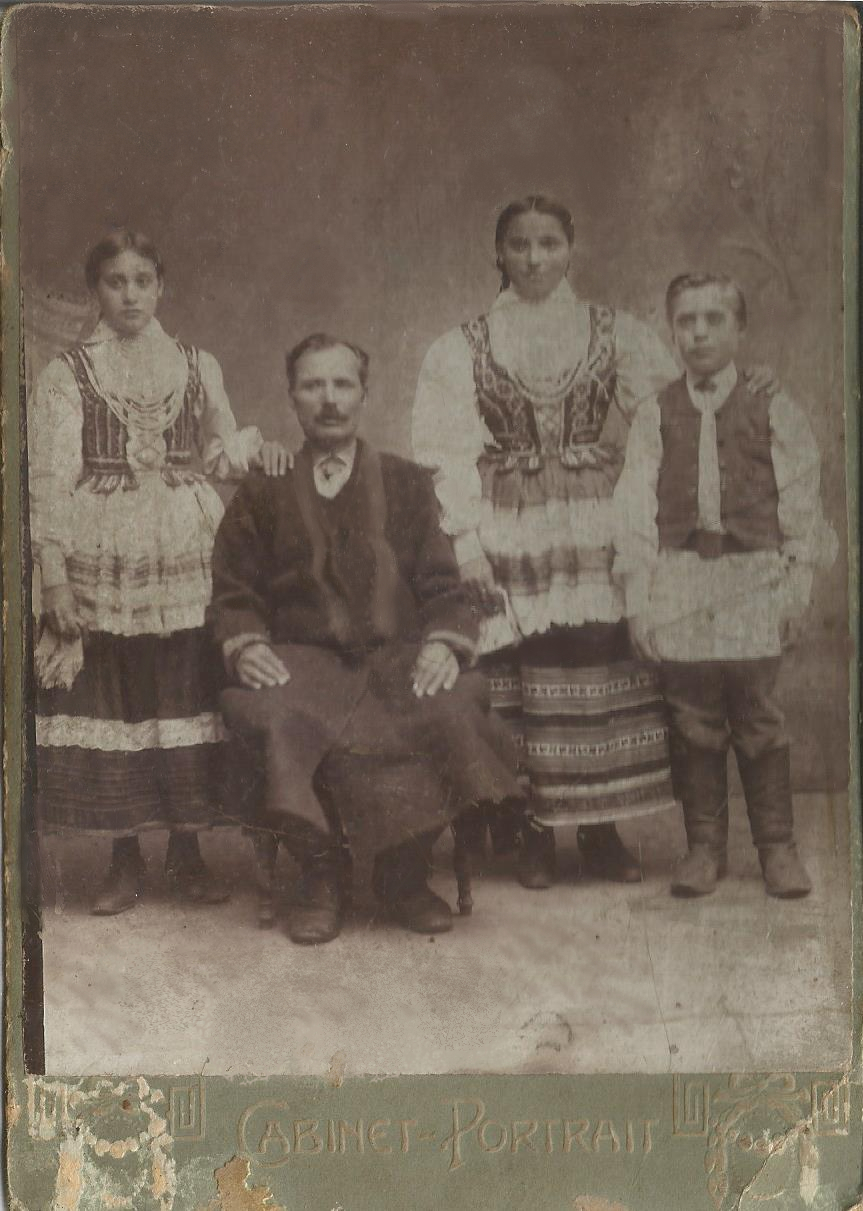
Rodzina Mysłowskich z Krzczonowa (1912 r.)

Strój krzczonowski – lubelski – polski strój ludowy, pochodzący ze wsi Krzczonów 30 km od Lublina. Strój według Janusza Świeżego (etnografa, plastyka, pedagoga i badacza kultury ludowej) zakwalifikowany do strojów małopolskich (Krzczonów należał do XIX wieku do diecezji krakowskiej). Odrębność i barwność stroju krzczonowskiego spowodowała, że na przełomie wieku XIX i XX stał się reprezentacyjnym ubiorem ludowym Lubelszczyzny, dlatego popularnie nazywany jest strojem lubelskim.
Do dziś w Krzczonowie kultywuje się żywą tradycję noszenia stroju regionalnego podczas uroczystości kościelnych i państwowych, jest także doceniany i rozpoznawalny na całym świecie.

## Charakterystyka
Centrum występowania stroju były wsie należące do parafii Krzczonów. Etnografowie wyróżniają trzy odmiany występowania tego stroju: północna (lubelsko-lubartowska), południowa (charakterystyczna dla regionu krasnostawskiego) oraz zachodnia (typowa dla Powiśla od Opola i Puław po Kraśnik i Janów Lubelski).
Krzczonów był siedzibą parafii datowanej na XIV wiek, koncentrowało się w nim życie społeczne wsi leżących w szerokim promieniu.

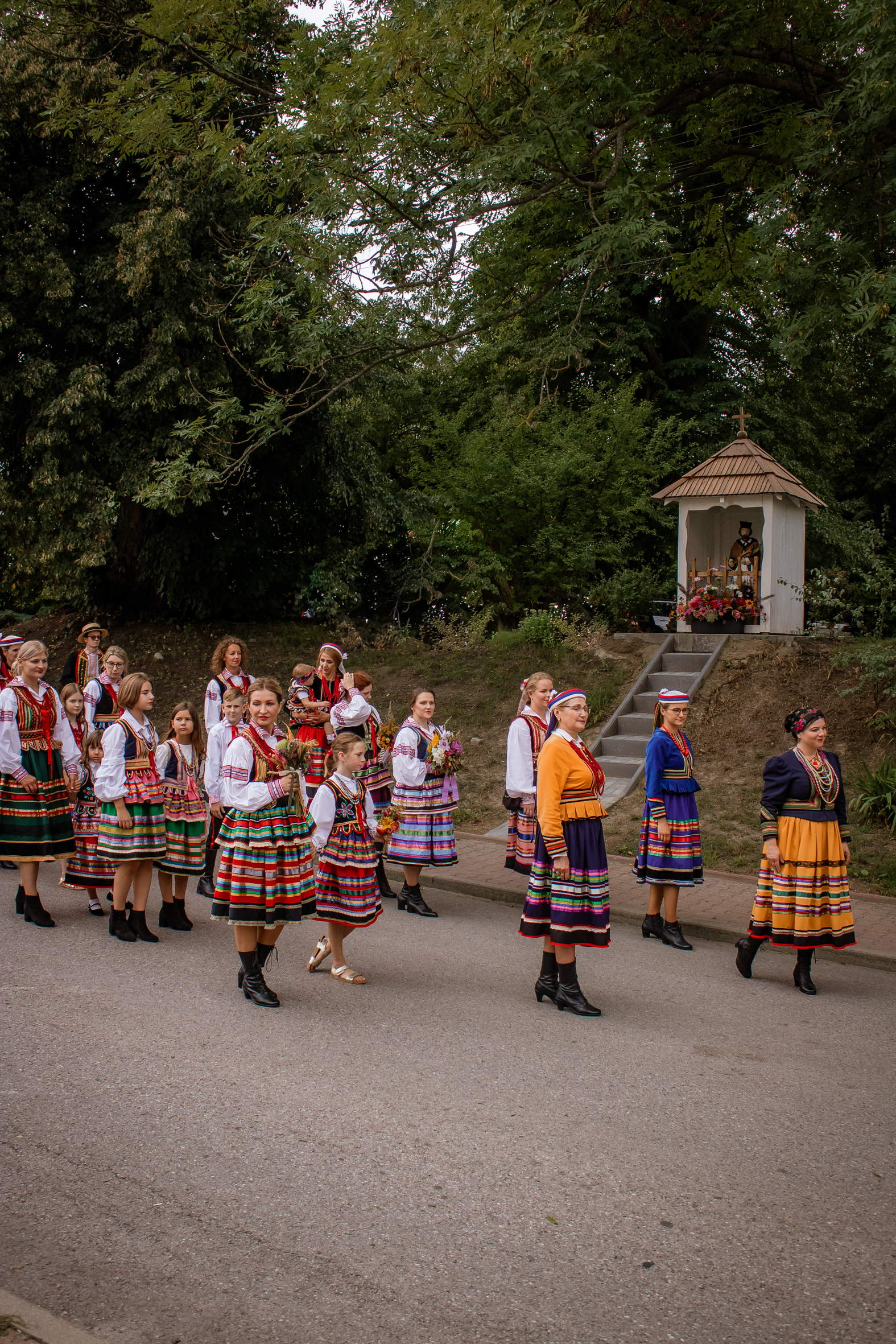
Koło Gospodyń i Gospodarzy Krzczonów „Sołtysy”, fot. Wiola Bis

Odrębność i bogactwo stroju krzczonowskiego tłumaczy się tym, że Krzczonów, Piotrków i Chmiel były królewszczyznami, co łączyło się z większą zamożnością ludności tam mieszkającej.

## Opis
Ubiór krzczonowski przeszedł w ciągu swego istnienia przez szereg przemian. Janusz Świeży wyróżnia 3 okresy ewolucji stroju krzczonowskiego: 1. okres najstarszy – pierwszy, który trwał do lat 70 XIX w. (oparty głównie na lnianych płótnach); 2. okres drugi od 1870-1914, 3. okres trzeci od 1918-1930.
W najstarszym okresie, gdy wieś nie znała jeszcze tkanin fabrycznych, zarówno mężczyźni, jak i kobiety nosili ubiory wykonane z lnianego samodziałowego płótna czy sukna. W II poł. XIX w. wobec rozpowszechniania się tkanin fabrycznych wyroby samodziałowe zaczęto zastępować barwnymi wełnianymi i bawełnianymi, nabywanymi w mieście. U schyłku XIX w. ubiór lniany nosiła już tylko starsza ludność. Z ubiorów dawniejszych zachowały się sukmany i humełki.
Stroje krzczonowskie noszone były według stanu cywilnego, dzielą się na 4 kategorie: strój gospodarza – włościanina, strój kawalerski, strój mężatki oraz strój panny.

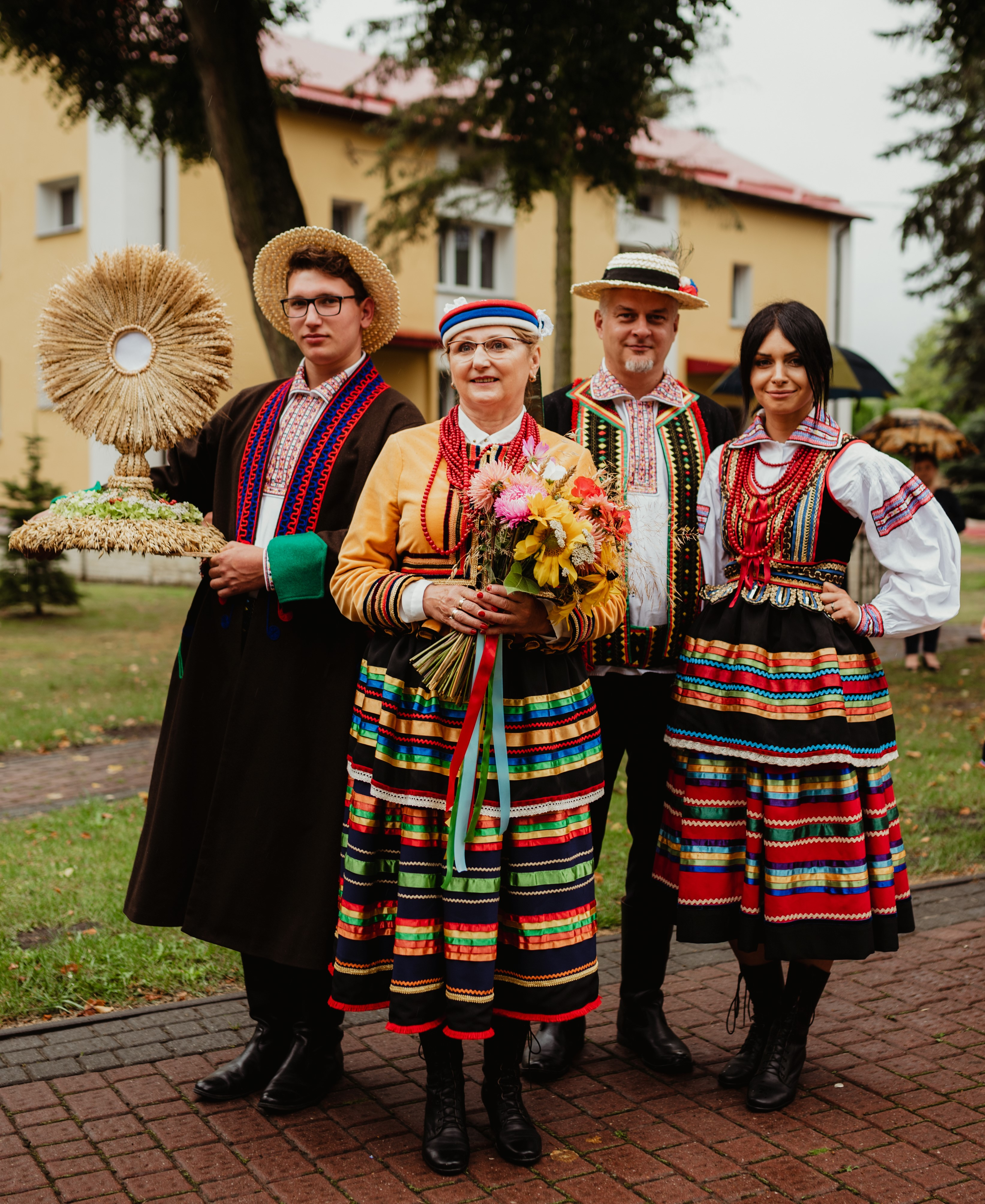
Koło Gospodyń i Gospodarzy Wiejskich Krzczonów „Sołtysy”

## Opis ogólny ubioru męskiego
Ubiór męski składał się z koszuli, spodni, pasa skórzanego, parcianki, sukmany, kamizeli kaftana, kapelusza słomianego, kożucha, czapki baraniej i butów z cholewami. Różnicy między ubiorem świątecznym a obrzędowym zasadniczo nie było. Stare, przyniszczone ubiory służyły jako robocze. W czasie żałoby unikano w ubiorze kolorów czerwonych. Starosta weselny opasywał sukmanę krajką, drużba i swaci nakładali na ramię podwijkę i wiązali ją na lewym lub prawym boku.

### Nakrycie głowy
Mężczyźni dawniej nosili włosy przycięte nad czołem i na karku. W czasach późniejszych (XIX-XX w.) występowało uczesanie na sposób miejski. W lecie nakrywano głowy kapeluszami słomianymi, plecionymi z grubej słomy żytniej (po I wojnie światowej z cienkiej) lub trawy zwanej pisarką. Główka kapelusza około 7 cm, których brzegi obszywano czarną lamówką lub ciemnogranatową szerokości 4 do 5 cm, która spadała z tyłu poza „kanie”, tworząc tzw. „zadziergi”. Dolny brzeg wstążki przy główce otaczał sznurek zielony i czerwony.
Żonaty włościanin do sukmany zakładał na głowę magierkę, wykonane z białej owczej wełny na drutach, miały kształt worka, następnie wsuwano częściowo do środka i zszywano, otrzymując podwójną czapkę. Magierki krzczonowskie wyróżniały się tym, że okrągłe denko łączyło się z otokiem o wysokości około 6 cm bez załamania (w sąsiednich powiatach miały kształt grzyba).

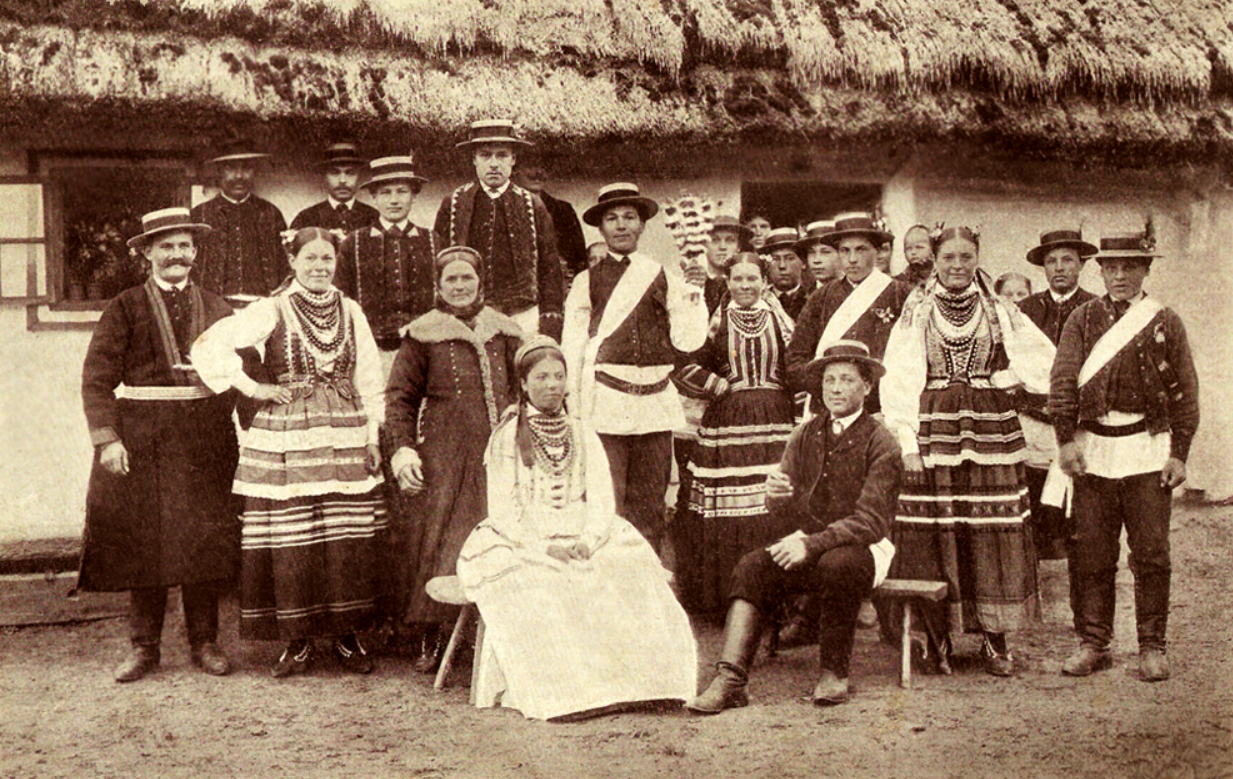
Tradycyjne wesele obrzędowe. Włościanie z Pietrzkowa 1902 r.

Do I wojny światowej w zimie krzczonowianie nakrywali głowy czapkami uszytymi z ciemnogranatowego sukna, dobrze przylegającego do głowy. Dno czapki było okrągłe, otocze było podwójne, jedno niższe z sukna, drugie wysokości około 18 cm barankowe. Czapki te nazywano „jałówkami” lub „wścieklicami”.
Kawalerowie wyróżniali się tym, że po lewej stronie kapelusza zatykali pęk sztucznych (bibułowych) kwiatów, pawie pióro i broszkę tzw. „błyszczak” – „by dziewoja go pomiarkowała, że nie żeniaty ni wdowiec, ino kawalir”.

### Koszula

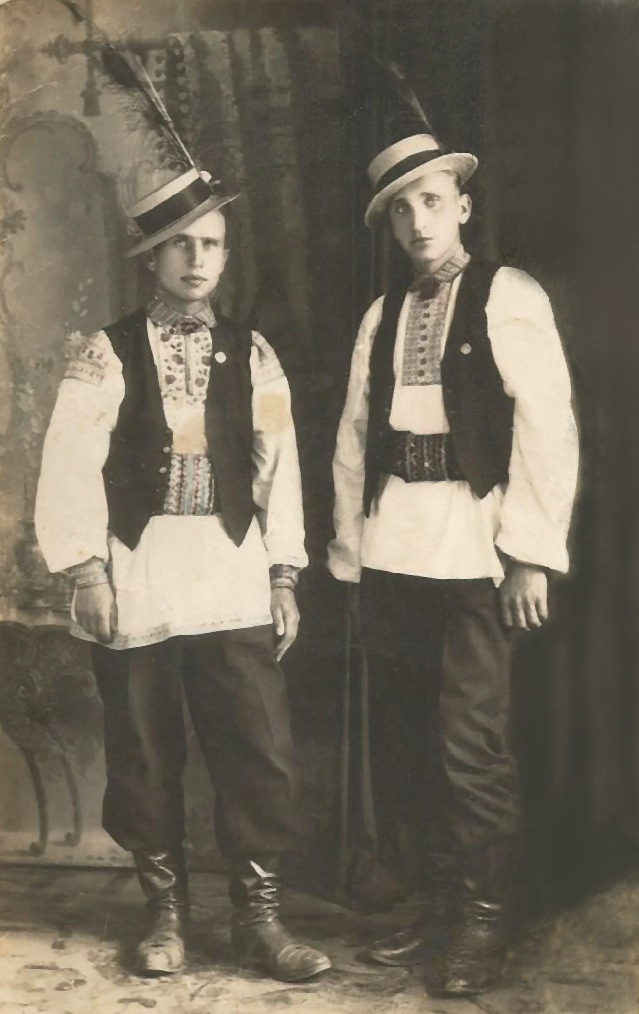
Kawalerowie z Krzczonowa w strojach ludowych.

W pierwszym okresie koszula codziennego użytku była szyta z lnianego samodziałowego płótna i sięgała kolan. Noszono ją wypuszczona na zewnątrz spodni. Posiadały szerokie rękawy u dołu marszczono i wszywano oszeweczki szerokości 5–6 cm. Pod pachami wszywano charakterystyczne wtoki – kwadratowe kawałki płótna. Rozcięcie koszuli do połowy długości, odkrywało piersi bez względu na pogodę. Koszulę spinano u szyi czerwona tasiemką tzw. „feteczką” lub „feteć”, alb zwykłym sznurkiem.
Od połowy XIX wieku koszule świąteczne, jak i codziennego użytku wykonane były z białego lnianego materiału. Początkowo zdobione na kołnierzyku i mankietach białym haftem, z czasem stosowano kolory: czerwony, pomarańczowy, żółty i niebieski (w XX wieku pojawia się także czarny i zielony – wpływ wschodni). W trzecim okresie pojawia się na koszulach haft krzyżykowy i ozdabia prócz kołnierzyka i mankietów przód koszuli na rozcięciu (w niektórych przypadkach na bokach, przy zakończeniu koszuli pod pasem).

### Pas
Mężczyźni żonaci nosili pasy skórzane. Kawalerowie i mężczyźni nie będący samodzielnymi gospodarzami nosili pasy welwetowe ozdobione w okienka lub z naszytymi wstążkami bawełnianymi i ozdobionymi cekinami.

### Spodnie
Dawniej noszono wyłącznie spodnie lniane, sięgające do kostek, zaś w zimie i chłodne dni półwełniane. Od II poł. XIX wieku pojawiły się spodnie ciemne wykonane z czarnego sukna. Boki spodni ozdabiano na szwie sznurkiem koloru czerwonego lub zielonego.

### Kamizela
W drugim okresie noszono krótkie kamizele „kamizoły” sięgające do pasa z czarnej satyny lub bawełny. W zależności od wsi, noszono także kamizele białe ozdobione 4 rzędami porcelanowych czerwonych guzików, a na 3 kieszeniach przyszyte były czerwone prostokątne klapki.

### Kaftan
Kaftany pojawiły się dopiero pod koniec XIX wieku. Była to bluzka z miękkiej czarnej satyny sięgająca do pasa lub nieco poniżej. Ozdobione z przodu szerokimi na 11 cm pasami welwetowymi ozdobionymi ornamentem wyszytym żółtym stebnowanym łańcuszkiem, a na bocznych krawędziach wycinano zęby, pod nie wszywano wzdłuż jasną wstążkę. Podobnie ozdobione były mankiety, a także w poprzek na wysokości lędźwi. Kaftanów nigdy nie zapinano.
Od około 1904 r. w Krzczonowie wprowadzono w kaftanach nowy sposób zdobienia. Na welwetowych aplikacjach wycinano rzędy otworów w kształcie rombów, tworząc w ten sposób rodzaj okienek, pod którymi wszywano na przemian czerwone i zielone wstążki.
Kaftan posiadał leżący kołnierzyk z klapkami, który był przyszyty na stałe. Kołnierzyk ozdabiano czarnym welwetem i naszywano na niego kolorowe tasiemki w kolorach żółtym, czerwonym i zielonym. Klapki kołnierzyka pokrywano zieloną wstążką i gęsto zahaftowywano ściegiem „janina”. Brzegi kaftanów wykańczano kolorową (najczęściej czerwoną) szczotką.

### Pasy

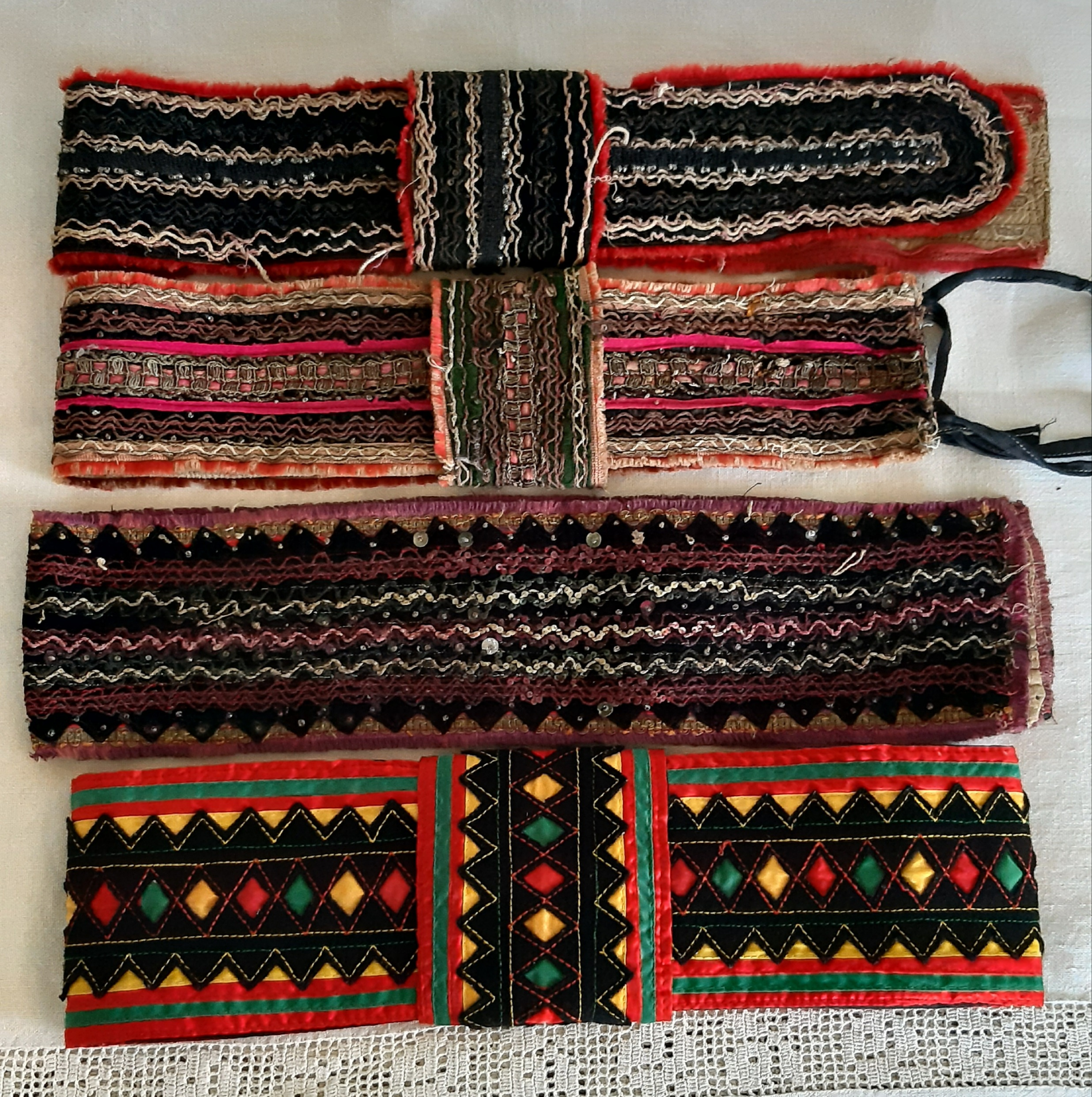
Wzory pasów stroju krzczonowskiego męskiego z przełomu XIX i XX wieku.

W czasach najdawniejszych opasywano się wąskim rzemykiem, przy którym zwisał kozik (cyganek) oraz torebka skórzana „kalita”, płaska, prostokątna zapinana na guzik. W drugim okresie pojawił się pas rzemienny szerokości 6 cm, nabijany mosiężnymi kółeczkami. Pas miał funkcję ozdobną, przechylano go na lewe biodro. Po I wojnie światowej wchodzi do użycia pas welwetowy 9–12 cm zapinany na haftki i zdobiony w okienka (tak jak przy kaftanie). W 3 okresie zaczęto nosić pasy aksamitne, czarne, oblamowane czerwoną i zieloną szczoteczką i przeładowane ozdobami, wykonywanymi z szychu, cekinów i szklanych paciorków.

### Parcianka
W skład ubioru męskiego wchodziła „parcianka” wykonana z pojedynczego lub podwójnego płótna lnianego. Odznaczała się wcięciem w pasie, od bioder rozszerzała się przez wszycie klinów, nie była zdobiona. Sięgała ona poniżej kolan, kołnierz niski stojący, rękawy zwężały się ku dołowi, nie posiadały mankietów. Parciankę zapinano tylko na jedną haftkę.

### Sukmana

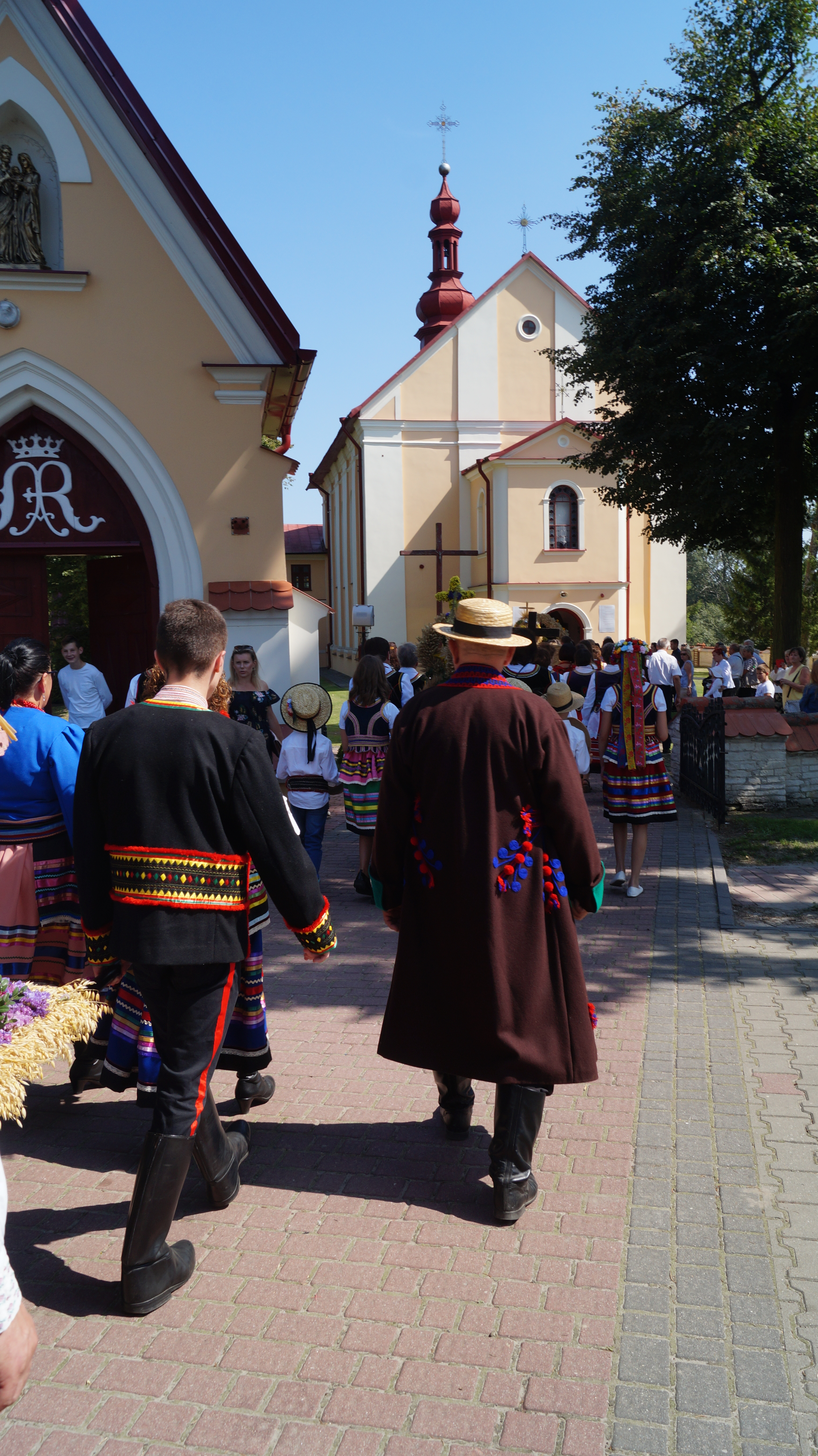
Sukmana. Koło Gospodyń i Gospodarzy Krzczonów „Sołtysy”

Ważną rolę w stroju krzczonowskim odgrywała od najdawniejszych czasów sukmana, czyli płaszcz szyty z ciemnobrązowego, samodziałowego sukna, sięgająca poniżej kolan. Sukmana przetrwała pełny okres rozwoju stroju krzczonowskiego bez zmian. Zakładali ją mężczyźni żonaci, na wszelkiego rodzaju uroczystości. Pan młody ubierał ją do ślubu.

### Kożuchy
Do I wojny światowej mężczyźni nosili białe kożuchy, przymarszczone na biodrach. Na kożuch z kołnierzem zużywano 6-7 skór baranich.

### Obuwie
W dawniejszych czasach obuwie męskie stanowiły długie, czarne buty na niskich obcasach z cholewami wywiniętymi u góry, poniżej kolan uwidaczniającymi żółty spód skóry. Dla ochrony kolan od zimna odwijano cholewy. Od początku XX wieku noszono buty długie z podkówkami, cholewy tryfiono powyżej kostek na 6-8 kantów.

## Opis ogólny stroju kobiecego
Ubiór kobiecy dzielił się na strój panny oraz mężatki. W I poł. XIX w. składał się z koszuli, „tryfionej” spódnicy, „tryfionego” fartucha, obruska, barchanowego kaftana, chustki wiązanej, krajki czerwonej, pończoch lnianych lub wełnianych, parcianki, kożucha i chodaków, wreszcie wstążki na szyję i korali. Ubiór kobiecy odznaczał się białością, strój codzienny od świątecznego nie różnił się niczym prócz zużycia. Już w tym okresie pojawiły się marszczenia (tryfy) u spódnic i zapasek oraz ozdoby „w kule” na oszewkach koszul i u spódnic.
Strój kobiecy można podzielić na 3 rodzaje: panny, mężatki i wdowy.

### Nakrycie głowy
Dawniej dziewczęta zaplatały włosy w warkocze, układając je na głowie i wplatając w nie żywe lub sztuczne kwiaty oraz wstążki. Nosiły także warkocze spuszczone, przy czym wiązały je na końcach wstążkami w długie kokardy. Pod koniec XIX wieku dziewczęta czesały włosy z przedziałkiem przez środek splatając włosy w dwa warkocze.
Panna młoda idąca do ślubu miała na głowie „wstążki” (rodzaj płóciennej czapki, której powierzchnię zdobiły marszczone różnokolorowe wstążki), które z czasem ewoluowały w czepiec ślubny (czapka wiązana pod brodą z czerwonego materiału, która przyozdobiona była sztucznymi kwiatami).

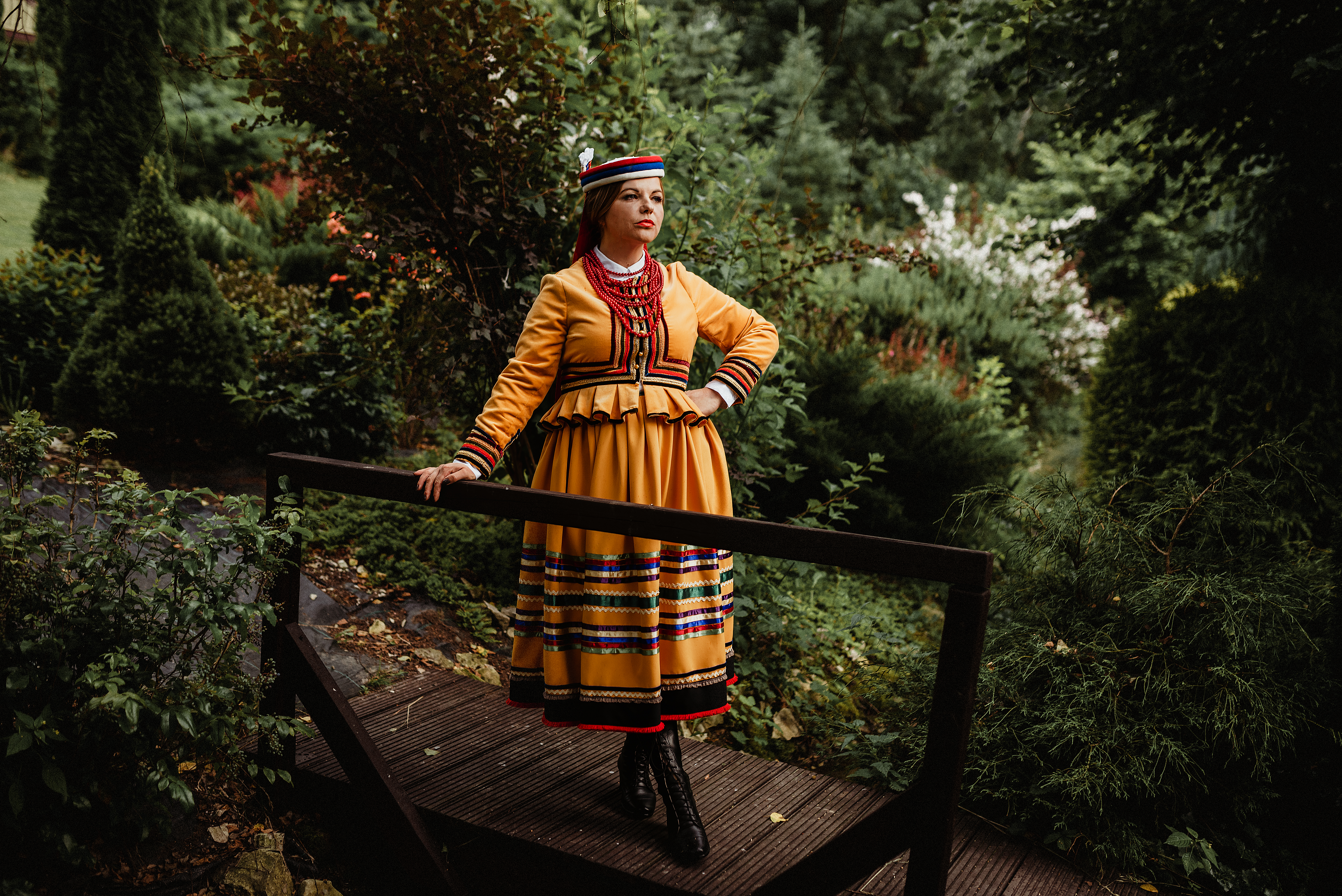
Strój kobiecy mężatki

Charakterystycznym nakryciem głowy młodych mężatek była „humełka”. Humełkę początkowo pokrywało białe płótno, później siatkowa koronka „czepek”, którą naciągano na obręcz wykonaną z łyka lipowego. Owijano obręcz trzykrotnie tzw. „szmatką”, czyli taśmą o szerokości 3 cm ozdobioną tkanymi pasami w kolorze czerwonym, niebieskim i białym. Z tyłu do humełki przypinano pęk złotych i srebrnych nitek, na końcach których lśniły różnobarwne cekiny i paciorki (później zastąpiono je szerokimi krajkami). Mężatki nakrywały głowę także chustką wiązaną nazywaną „dupką” (w zależności od okoliczności na przemian z humełką).

### Koszula
Do I wojny światowej kobiety nosiły koszule kroju przyramkowego. Podobnie jak w koszulach męskich wszywano pod pachami prostokątne kawałki lnianego płótna. Koszula miała szeroki wywinięty kołnierz „oszewkę”, szerokości około 8 cm ozdobiony stębnówką, a z czasem wzbogacony białym haftem, wiązany przy szyi czerwoną lub zieloną tasiemką. Rękawy koszuli miały mankiety ozdobione „w kule”.
Koszule w drugim i trzecim okresie miały ten sam krój, z tym że rękawy stały się szersze i pojawia się haft na ramionach. Koszule noszone pod kaftanem nie miały pod nim ozdób, zniknęły także ozdoby w kule i falbanki.. Dominującymi kolorami haftów były: czerwony, niebieski i żółty (z czasem pojawiał się także pomarańczowy, czarny i zielony). W XX wieku rozpropagowany został w koszulach haft krzyżykowy.

### Spódnice
W pierwszym okresie kobiety nosiły przeważnie spódnice lniane zwane „fartuchami”, „tryfione”, czyli marszczone w drobne zakładki. W II poł. XIX wieku pojawiły się szyte z matowej wełny o 5 brytach, sięgające do kostek, utrzymane w kolorach spokojnych, nigdy jaskrawych, najczęściej w odcieniach czerwonym (buraczkowym), niebieskim i zielonym. Marszczone w pasie opadały fałdami. Zdobione wstążkami i tasiemkami ułożonymi w kilka pasów w poprzek spódnicy. Ulubionymi kolorami wstążek i tasiemek były: jasnoniebieski, różowy, zielony, jasno i ciemnożółty, biały, tkany w kogutki. Pas stroju składał się od 10 do 18 wstążek i tasiemek otaczających spódnicę na wysokości kolan. Często środkiem pasa wszywano koronkę. U dołu obszywano spódnicę ciemnym pasem aksamitu lub wełny (o szerokości 7–15 cm). Górny brzeg podmurówki ozdabiano wstążkami i tasiemkami, a dolną zakańczano czerwoną szczotką.

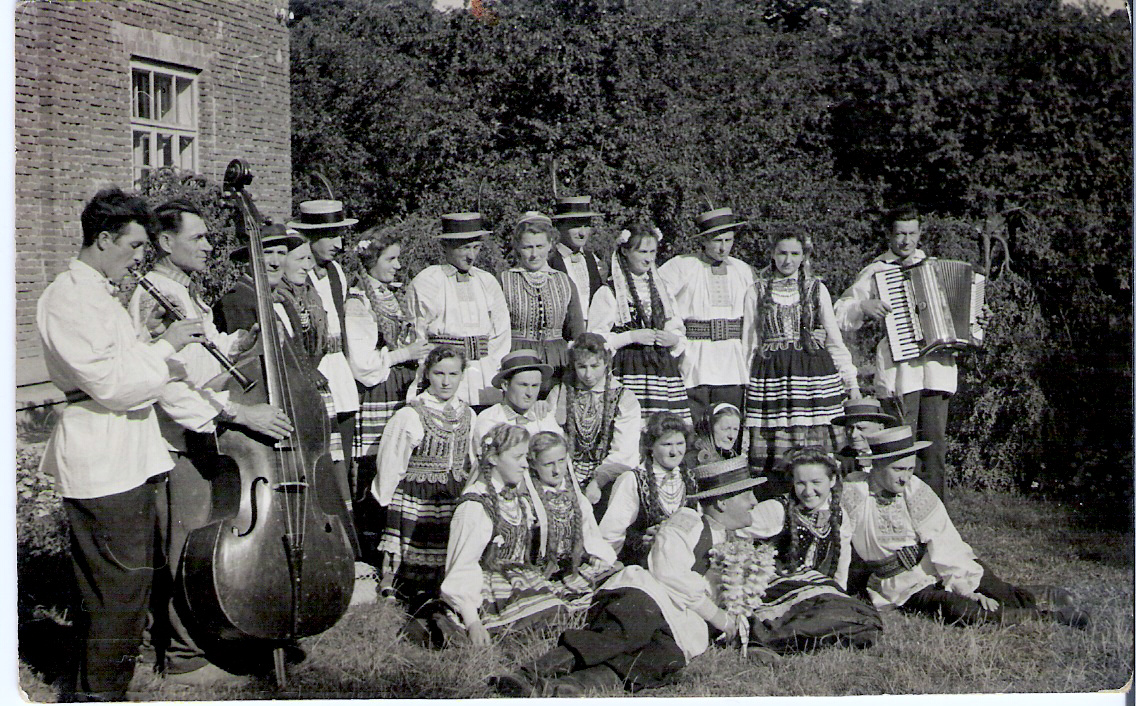
Grupa teatralna przedstawiająca widowisko krzczonowskiego wesela 1960 r.

Spódnica panny młodej była długa, biała lub kremowa, marszczona z tyłu. Na wysokości kolan obszyta białą koronką (ślarką) o szerokości ok. 11 cm, zaś u dołu obszyta białą jedwabną wstążeczką zdobioną w kwiaty lub ozdobiona delikatnym pojedynczym haftem.

### Fartuszki
Na spódnicę tak samo lnianą, jak i wełnianą nakrywał fartuch „zapaska”. Początkowo była lniana, marszczona jak spódnica, nie zdobiona, sięgała poniżej kolan. Zapaski odświętne zdobiono mereżką pojedynczą lub podwójną, w którą wsuwano czasem nici czerwone lub niebieskie. Niekiedy zapaski zdobiono szerokimi ciskankami (ułożonymi ściśle obok siebie w dwóch kolorach). Środkowa ciskanka była niebieska, po obu jej bokach umieszczano czerwone, na zewnątrz haftowano „łapki”. Pod koniec XIX wieku na miejsce lnianej zapaski pojawił się krótszy i barwniejszy, w odmiennym kolorze niż spódnica. Jego długość stanowiła 30 cm, natomiast szerokość od 2 do 2,5 m. Fartuszek był mocno marszczony, by uwydatnić figurę właścicielki. Najpopularniejszymi były fartuszki czarne, zielone, pomarańczowe i różowe. Dolny brzeg ozdabiano białą lub czarną koronką (6–8 cm). Na fartuszku naszywano podobnie jak na spódnicy kolorowe wstążki i tasiemki, całość fartuszka nie mogła zakrywać wzorów na spódnicy. W okresie międzywojennym pojawiły się fartuszki poniżej kolan ozdobione koronkami i wstążkami.
Fartuszek panny młodej był długi, sięgał poniżej kolan, środkiem jego biegły dwie lub trzy atłasowe wstążki, u dołu obramowywała go biała, subtelna koronka.

### Gorsety
Gorsety w stroju krzczonowskim pojawiają się dopiero po 1870 roku. Szyte z czarnego welwetu, sznurowane na przemian czerwoną i zieloną tasiemką. Przód gorsetu ozdabiano kilkoma rzędami marszczonych czerwonych i zielonych tasiemek. Od pasa opadało 15 „klapek”, „języczków” również zdobionych. Ozdoby gorsetów umieszczano wzdłuż rozcięcia oraz w pasie, z czasem ulegały przemianom, marszczone tasiemki zastępowano gładkimi. Gorset z wyjątkiem klapek naszywano czerwoną szczoteczką. Prócz gorsetów czarnych występowały także wiśniowe, ciemnozielone i fioletowe. Na przełomie XIX i XX wieku zaczęto ozdabiać gorsety dodatkowo elementami złotymi i srebrnymi, dodawano także cekiny i koraliki. Gorset ślubny był jedwabny, zdobiony srebrnym i złotym szychem i cekinami.

### Kaftany
Mężatki na koszule nakładały kaftany (kabatki). W pierwszym okresie noszono kaftany białe, bawełniane z wąskimi rękawami. Kaftany zapinane były na żółte lub czerwone płaskie guziczki. Po obu stronach zapięcie stebnowano łańcuszkiem ornament w kolorach czerwonym i zielonym. W latach 70.XIX w. pojawiły się kaftany czerwone, zielone, z cienkiej wełny, zapinane na białe lub żółte guziki, natomiast stebnówkę przy zapięciu zastąpiły wstążki i tasiemki, a nawet welwetowe pasy. Powyżej mankietów zdobionych w ten sam sposób biegnie jeszcze pionowo dodatkowa ozdoba tzw. „kociuba” (trójkąty od mankietu w kierunku łokcia).

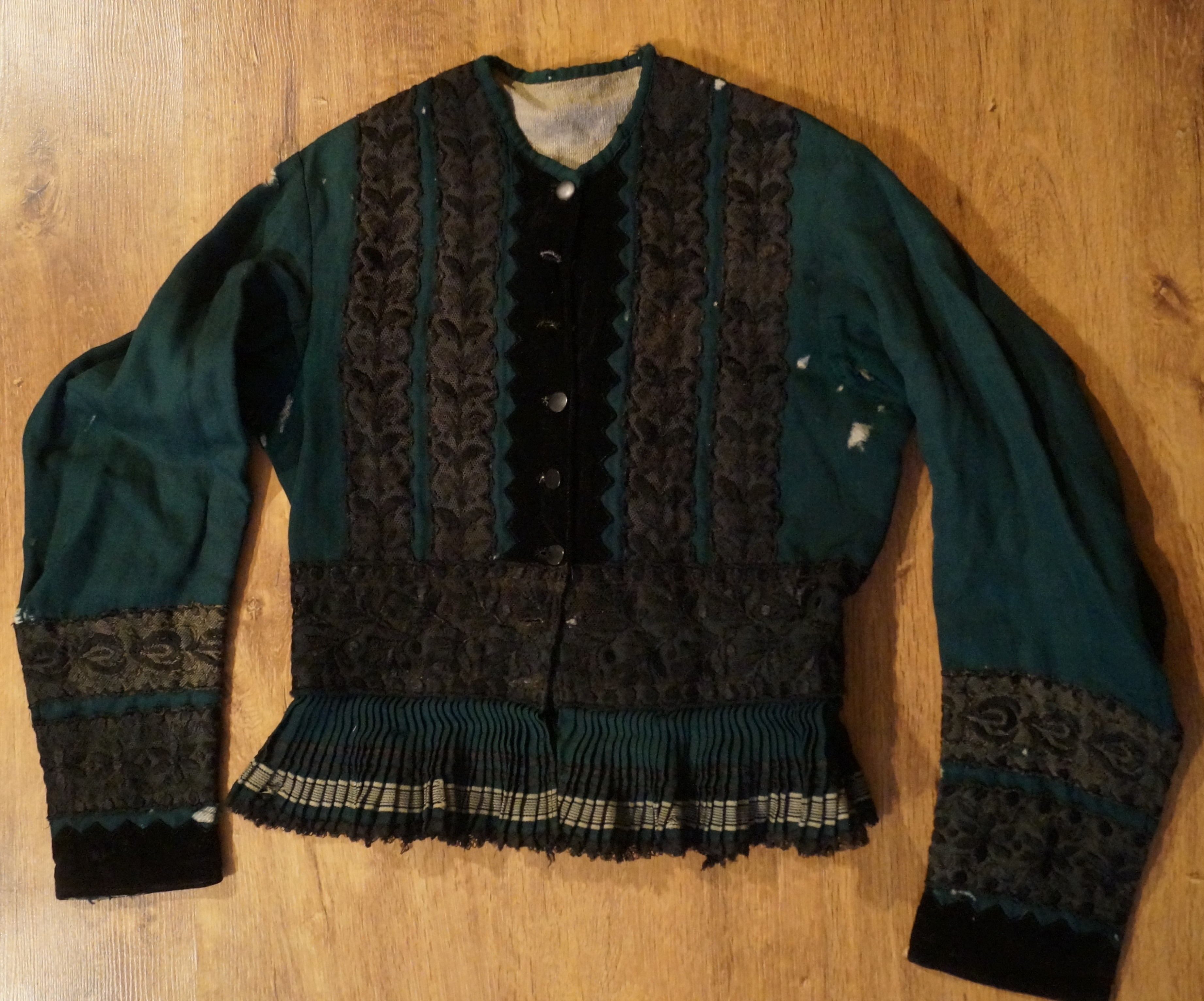
Kaftan kobiecy z przełomu XIX i XX wieku

W okresie międzywojennym w zdobnictwie kaftanów zaznacza się przeładowanie. Używano podobnie jak w gorsetach złotych i srebrnych galonów, cekinów, nadto wycinano okienka jak przy kaftanach męskich na welwetowym pasie. Kaftany u dołu obszywano także baskinką (marszczoną falbaną z tego samego materiału co kaftan).

### Okrycie wierzchnie
Okrycie wierzchnie u kobiet stanowiła parcianka (podobna do męskiej) „odzienie” i tołub. Od lat 70. XX w. kobiety (szczególnie te zamożniejsze) zaczęły nosić „odzienie”, czyli rodzaj płaszcza z granatowego sukna, podbitego barankiem. Od końca XIX w. kobiety zaczęły nosić „tołuby”, czyli kożuchy z klapami imitującymi kieszenie, ozdobione zieloną lamówką i obramowane czarnym barankiem.

### Okrycie ramion
W pierwszej poł. XIX w. kobiety narzucały na siebie „obrusek”, był to prostokątny kawał lnianego płótna długości ok. 2,5 m a szerokości 65 cm. Krótsze boki zakończone były frędzlami oraz ozdobą tkaną na warsztacie a złożoną z pasów czerwonych i niebieskich. Obrusek z cienkiego płótna nazywano „owijką”.

### Obuwie
Początkowo kobiety nosiły chodaki z żółtej lub czarnej skóry. W latach 70. XIX w. pojawiły się „ciżmy” (ciżemki) z czarnej skóry z wysokimi cholewkami, sznurowane na przemian czerwoną i zieloną tasiemką. Przód bucików wykładano skóra lakierowaną, wycinaną w małe ząbki, pod którą podkładano czerwoną skórkę. Nadto zdobiono ciżemki żółtą stebnówką, a przy dziurkach na początku XX w. zaczęto przyszywać porcelanowe białe guziki. Obcasy były wysokie, podbite mosiężnymi podkówkami.

### Uzupełnienia stroju
W pierwszym okresie zamożniejsze kobiety nosiły sznur prawdziwych korali. Pod koralami widniał szkaplerz zwisający na wstążkach. Korale i szkaplerz stanowiły też niezbędny dodatek stroju ślubnego. Z czasem zaczęto używać pęki szklanych korali, które zasłaniały przód koszuli i gorset.